# Пигадица
Пигадица (на гръцки: Πηγαδίτσα) е село в Република Гърция, дем Гревена, област Западна Македония.

## География
Селото е разположено на 720 m надморска височина, на около 15 km южно от град Гревена.

## История

### В Османската империя
В края на XIX век Пигадица е мюсюлманско гръкоезично село в южната част на Гребенската каза на Османската империя. Според статистиката на Васил Кънчов („Македония. Етнография и статистика“) през 1900 година в Пигадица живеят 261 гърци християни и 200 валахади (гръкоезични мюсюлмани). В селото е разположено Пигадишкото теке.
На Етнографската карта на Битолския вилает на Картографския институт в София от 1901 година Пигадица е смесено село гърци християни и гърци мохамедани в Гревенската каза на Серфидженския санджак със 75 къщи.
Според статистика на Серфидженския санджак на гръцкото консулство в Еласона от 1904 година в Пигадица (Πηγαδίτσα), Гревенска каза, живеят 600 валахади.

### В Гърция
През Балканската война в 1912 година в селото влизат гръцки части и след Междусъюзническата в 1913 година Пигадица влиза в състава на Кралство Гърция.
В средата на 1920-те години населението на селото е изселено в Турция по силата на Лозанския договор и на негово място са заселени понтийски гърци бежанци, предимно от районите на Трапезунд и Гиресун, Турция. В 1928 година селището е представено като изцяло бежанско със 71 семейства или 254 души.
В района на селото функционират две църкви: „Успение Богородично“ и „Свети Димитър“, както и параклисът „Свети Константин“. Годишният селски събор е на 15 август (Голяма Богородица).
Населението произвежда жито, тютюн, картофи и други земеделски култури, като частично се занимава и със скотовъдство.
| Година    | 1913 | 1920 | 1928 | 1940 | 1951 | 1961 | 1971 | 1981 | 1991 | 2001 | 2011 | 2021 |
| --------- | ---- | ---- | ---- | ---- | ---- | ---- | ---- | ---- | ---- | ---- | ---- | ---- |
| Население | 409  | 418  | 350  | 376  | 414  | 290  | 210  | 191  | 185  | 166  | 96   | 79   |